# MiG-15 (航空機)
MiG-15／МиГ-15
ハンガリー空軍のMiG-15戦闘機
（1964年撮影）
- 用途：戦闘機
- 分類：ジェット機
- 設計者：ミコヤン・グレヴィッチ設計局
- 製造者：ミコヤン・グレヴィッチ設計局
- 運用者： ソビエト連邦
等旧東側諸国
第三世界諸国等各国
- 初飛行：1947年
- 生産数：約15,000機以上
- 生産開始：初飛行直後
- 運用開始：1949年
- 退役：現在運用中
- 運用状況： 朝鮮民主主義人民共和国
等一部の国
- ユニットコスト：ユニットコスト

MiG-15（ミグ15；ロシア語:МиГ-15 ミーク・ピトナーッツァチ）は、ソビエト連邦のミグ設計局が開発したジェット戦闘機。最終的に約15,000機以上が製造され、ソ連からチェコスロバキアやパキスタン、朝鮮民主主義人民共和国等、旧東側諸国や第三世界諸国等多くの国々で採用された。
DoDが割り当てたコードネームはMiG-15がType 14、SP-1がType 19、MiG-15UTIがType 29。北大西洋条約機構(NATO)の使用するNATOコードネームはMiG-15がファゴット (Fagot)、MiG-15UTIはミジェット (Midget)。
現在でも運用自体はされているが、現在では北朝鮮等一部の国が練習機として使用しているのみとなっている。

## 概要

### 開発と特徴
第二次世界大戦後、アメリカ合衆国やソビエト連邦は占領したドイツ国内から大量の先進的航空技術やデータ、そして開発技術者を入手し、それらの技術やデータを活用した航空機の開発を進めた。中でもソ連は、戦時中にドイツが研究していた後退翼のデータを入手したことにより、それまで独自に開発していたジェット戦闘機よりも高性能な機体を開発できるようになった。

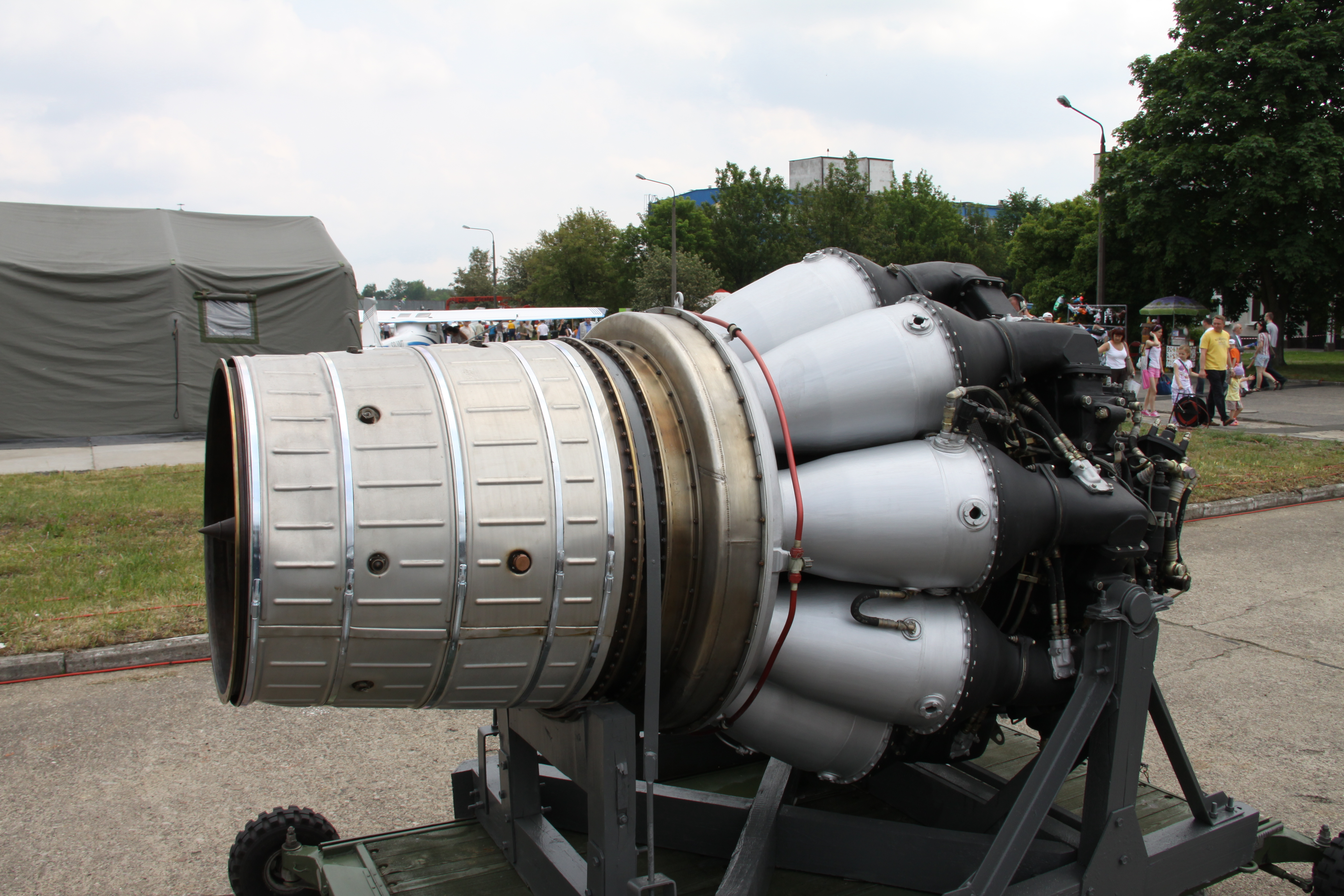
Mig-15の遠心圧縮式ジェットエンジン

設計者のミコヤンは遠心圧縮式ターボジェットエンジンであるロールス・ロイス ニーン2のサンプルをイギリスのロールスロイスから入手した。ミコヤンがイギリスのロールスロイス社に招かれた時、ビリヤードの勝負に勝った褒美として購入許可を得た上、タービンブレードに使用されている合金は製作時に発生する切削くずを靴底に吸着させるやり方で入手し、合金の組成を分析して解明した後に製造した。このエンジンを無許可でコピーして独自改良型RD-45Fとし、機体はアメリカやイギリスの戦闘機に対抗するため徹底的に軽量化された。大量生産を容易にするため、翼端失速の対策として、主翼に前縁スラットなどの複雑な機構を用いず境界層分離板（ダイバータ）で代用するなど、艤装品なども必要最小限に止められ、全体的に質実剛健な設計となっている。このため、MiG-15は量産性が高く、軽量な機体による軽快な運動性を持ち、機首に非常に強力な37 mm機関砲（N-37）と23 mm機関砲（初期生産型はNS-23、NR-23）を搭載する優れた機体となった。またソ連機の特徴で、降着装置は荒れた滑走路でも問題なく離着陸出来る非常に頑丈な作りになっている。
開発は急ピッチで進められ、1947年には初飛行に成功し優れた性能を示したため、すぐに大量生産が開始された。一方で、開発を急ぎすぎたために様々な欠陥を抱え込むことにもなった。その一つに、高高度飛行や高速飛行中に突然、スピンに陥るという重大なものがあったが、これに対しては速度計とエアブレーキが連動してマッハ0.92を超えないようにして対処した。しかし、当時のソ連にはアメリカなどに比べて優れたジェット戦闘機が無かった上、欠点を補って余りある性能を保持していたため、15,000機以上が生産され、ソ連の衛星国や友好国（東側諸国）にも大量に供与された。欠陥は多数開発された改良型で徐々に解決されていき、改良型のVK-1エンジンを搭載し最も多く生産されたMiG-15bis (МиГ-15бис) は、当時の大抵の西側戦闘機を凌駕する性能を発揮した。

### 実戦
実戦投入は国共内戦からであり、1950年4月に八路軍を支援するソ連のMiG-15が中国国民党軍のP-38を撃墜したのが最初の空中戦だった。MiG-15は朝鮮戦争でアメリカ軍を主とする国連軍に衝撃を与えた。国連軍の参戦当初は朝鮮人民軍にはジェット機を保有する本格的な航空兵力は無かったため、制空権は完全に国連軍のものとなっていた。だが1950年10月、中国義勇軍が参戦し、ソ連が中国に供与したMiG-15が鴨緑江を越えて来るようになると国連軍側にあった制空権は揺らぎ始めた。パイロットには王海らのような中国兵だけでなく、ソ連の熟練兵も少なからず存在した。ソ連から瀋陽に派遣された第64戦闘航空団は中国軍に編入され、標識や制服ごと中国軍に偽装した。米ソ間の核戦争を恐れた米ソ両国は決してそれを認めなかったので、ソ連兵が参戦していることは公然の秘密だった。第二次世界大戦中に日本本土を焦土と化したB-29はMiG-15の強力な37 mm機関砲によって多数が撃墜され、中国軍参戦数ヵ月後の1951年に入ると昼間爆撃任務から除外された。アメリカ空軍は急遽、最新鋭のF-86Aセイバーを投入し、制空権の回復に努めた。その後もアメリカ軍は改良型のF-86EやF-86F等を投入していったが、中国・北朝鮮側も改良型のMiG-15bisを投入するなどして、双方の制空権は南北に激しい移動を繰り返した。MiG-15と会敵する可能性が高い中朝国境はミグ回廊と呼ばれ、中国領の安東飛行場などから出撃しているために追撃できなかったアメリカ軍は苦戦を強いられた。
アメリカ軍のF-86とソ連製MiG-15について、アメリカ軍は当時10:1の撃墜率を主張したが、1990年代半ばに4:1であったと修正した。一方ロシア側の資料では2:1とされている。実際のところ、この数字にはF-86以外のジェット機やB-29などレシプロ爆撃機の損害が計上されていないので、アメリカ軍の損害はより大であり、そうした損害も含めるとアメリカの算定でも2:1程度になる。ソ連の航空部隊は38度線以南の空域での飛行を禁じられていたが、しばしば同部隊の熟達したパイロットは空戦に参加しており、戦果の半分ほどはソ連空軍のものと考えられる。いずれにせよMiG-15に対するF-86の撃墜率の優勢は疑いはないが、その要因としては、レーダー照準器によって空戦中に12.7 mm機銃6門による濃密な弾幕をMiG-15の周囲にまき散らすF-86の優れた武装システム以外にも、敵戦闘機の上空に味方戦闘機を誘導するアメリカ軍の優秀なレーダー管制や戦術も挙げられる。また、これは迎撃戦闘全般に言えることだが、迎撃側であるMiG-15は爆撃機、攻撃機を主目標とするため、戦闘機の攻撃を受けやすかった点もあげられる。MiG-15が上昇力と高高度での運動性に優れていたのに対し、F-86は急降下能力と低高度での運動性に優れていたため、両者が交戦に入るとMiG-15は上昇しF-86は急降下して戦闘が成り立たないことも珍しくなかった。
当時F-86のパイロットとして実戦を経験したジョン・ボイドは、F-86は涙滴型のキャノピーにより360度の視界が確保されており、MiG-15に比べると操縦も容易であったため、敵機をより早く発見・対応できたことが撃墜率の差となったという考えにいたり、決定的な勝因は操縦士の意思決定速度の差にあったと結論づけた。ボイドは後にこの考えをOODAループ理論へと発展させた。
MiG-15は、その後直系の改良型であるMiG-17が大量に生産・配備されたこともあり、朝鮮戦争以外の実戦においては華々しい活動は見られない。第二次中東戦争（スエズ戦争）ではエジプト軍等のMiG-15bisがMiG-17Fとともに実戦活動を行ったが、撃墜された情報はあっても戦果を挙げたという情報は伝わっていない。また、中国人民解放軍空軍の機体は中華民国空軍の戦闘機としばしば空中戦を行っているが、台湾側が空対空ミサイルを使用したこともあって、こちらも芳しい結果は残しておらず、中華人民共和国も暗にそれを認めている。こういった不首尾な結果というのはMiG-15自体の欠陥によるものというよりは、パイロットの練度の問題、あるいは（使用国側の）整備が問題であると考えられる。MiG-15自体の欠陥が関わる著名人の死亡例としては、ユーリイ・ガガーリンの事故死が挙げられるが、このときの彼の搭乗機はMiG-15UTIであった。

### 西側への影響
MiG-15が西側に与えた衝撃は大きく、MiG-15の小型・軽量の単純な機体に大出力エンジンを搭載する、というコンセプトに影響を受け、アメリカ空軍はF-104スターファイターを、イギリスはフォーランド ナットを開発している。しかしながらその影響は一時期なもので終わり、F-104もナットも開発した本国ではあまり使われなかった。
結果として、戦闘機の対地攻撃任務を重視したアメリカの戦闘機は次第に大きく重い機体となってゆき、ベトナム戦争でMiG-15の後継機であり軽快な運動性能を持つMiG-17やMiG-19、MiG-21に苦しめられた（しかし、そのMiG系列の機体もやはり改良によって大きく重くなっていった）。

### 稼働状況
2019年、北朝鮮の葛麻飛行場を撮影した衛星写真を分析した結果、数多くの軍用機が並ぶ中にMig-15が含まれていたことが確認された。金正恩朝鮮労働党委員長の視察に向けた準備と見られており、初飛行から70年経過した段階でもなお、現役かつ稼働状態にある可能性がある。
2022年10月8日に北朝鮮が行った大規模航空総合訓練は、稼働可能な機体の多くが投入されたとされたことから、Mig-15が参加したと見られている。

## 各型
派生型は量産されたものだけでも数知れず存在するが、初期型のMiG-15、改良主生産型のMiG-15bis、複座練習機型のMiG-15UTI（またはUTI MiG-15；МиГ-15УТИ или УТИ МиГ-15）の三種が代表的である。これらの中で最も重要なのは複座型のMiG-15UTIで、後に登場したMIG-17やMiG-19の複座型が製造されなかったこともあり、極めて多くの国で高等練習機として長期間使用された。2004年の時点でも、まだ数ヶ国が使用しているとされる。これらは様々な訓練や試験に用いられた。数種開発された偵察機型の内、MiG-15Rは300機以上が生産されたが、偵察能力は極めて限定的であった。なお、MiG-15ではレーダー搭載型も複数開発されたが、結局レーダーはMiG-17に装備することとなり、MiG-15のレーダー搭載型はいずれも生産されなかった。また、戦闘機型の機体はのちに後継機の配備により余剰化したため、非力ながら戦闘爆撃機として使用された。その他、最後は標的機として使用されたものも多くあった。
MiG-15はソ連以外の国でも生産され、主なものとしてはチェコスロバキア製のS-102（MiG-15相当）、S-103（MiG-15bis相当）、CS-102（MiG-15UTI相当）、ポーランド製のLim-1（MiG-15相当）、Lim-2（MiG-15bis相当）、SB Lim-1（MiG-15UTI相当）、SB Lim-2A（Lim-2をSB Lim-1同様の複座型に改修）などがある。また、それぞれに偵察型（Lim-2Rなど）や多くの改修型が製作された。ハンガリーでもライセンス生産が許可される予定であったが、ハンガリー動乱の発生により中止された。
中華人民共和国ではソ連から数百機のMiG-15が供与されてJ-2（殲撃二型）と命名したが、国内での新規生産は行われなかった。供与と同時にソ連から技師が派遣されて瀋陽飛機公司でサポートにあたったものの、生産されたのは複座練習機型のJJ-2（殲教二型）だけだった。
なお、中華人民共和国のMiG-15についてはJ-4（殲撃四型）の名称が散見されることがあるが、これは西側の情報筋が誤って中華人民共和国のMiG-15bisにJ-4の名前を付けたものであり、実際には中国人民解放軍空軍でJ-4の名称は用いられていない。
I-310
開発コード。原型機。
MiG-15
開発時機体名称。初期生産型。
MiG-15bis
機種内最多生産数を誇る改良正規生産型。エンジンをクリーモフ VK-1に換装して速度性能を高めたほか、諸々の欠陥を潰すことに主眼が置かれた。
MiG-15P
bisの機首吸気口上部にレーダーを装備した全天候型。
MiG-15SB
両翼に爆弾架を装備した戦闘爆撃機型。
MiG-15bisR
N-37 37mm機関砲とNR-23 23mm機関砲を撤去し、空いたスペースに偵察用カメラ1基を組み込んだ偵察機型。
MiG-15bisT
bisベースの標的曳航機型。
MiG-15UTI
機種転換・操縦訓練用の複座型高等練習機型。機首左下に射撃訓練用の12.7mm重機関銃1丁を装備している。ソ連で3,433機、チェコスロバキアで2,013機が生産され、全生産数の1/3を占める生産数を誇り、「MIG-17」や「MiG-19」の複座練習機型が製造されなかったため、一部の国では最近まで現役だった。
MiG-15SP-5
UTIベースの全天候型。レーダーはP型と同様。
S-102
MiG-15相当のチェコスロバキア製ライセンス生産機。
S-103
bis相当のチェコスロバキア製ライセンス品。
CS-102
UTI相当のチェコスロバキア製ライセンス品。
Lim-1
MiG-15相当のポーランド製ライセンス生産機。
Lim-1A
Lim-1に偵察用カメラ1基を組み込んだ偵察機型。
Lim-2
bis相当のポーランド製ライセンス生産機。
Lim-2R
N-37 37mm機関砲を撤去して偵察用カメラ1基を組み込んだ偵察機型。
SB Lim-1
UTI相当のポーランド製ライセンス生産機。
SB Lim-1A
SB Lim-1ベースの複座型。
SB Lim-2
SB Lim-1またはLim-2の高等練習機型。
SB Lim-2A
Lim-2ベースの複座型。
SB Lim-2M
SB Lim-2Aの改良型。
J-2(殲撃二型)
中国に対し供与されたbis。国内新規生産なし。
JJ-2(殲教二型)
UTI相当のJ-2。ソ連から技師を招聘し、瀋陽飛機公司で生産された。輸出名称FT-2。
BA-5
余剰になったJ-2を無人機に改造したもの。

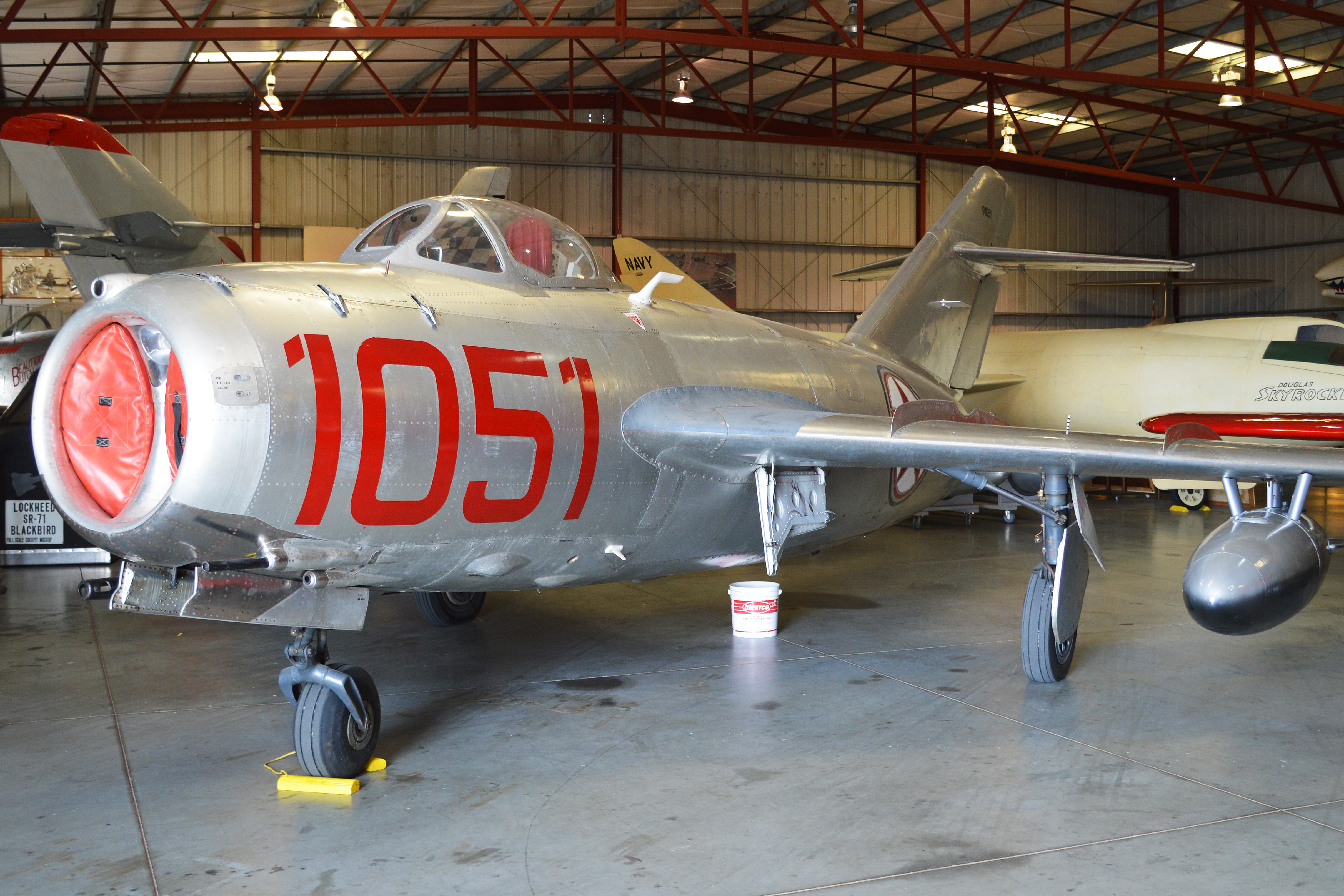
MiG-15bis。MiG-15と異なり、エアインテーク内の分離壁に照明装置がつけられている
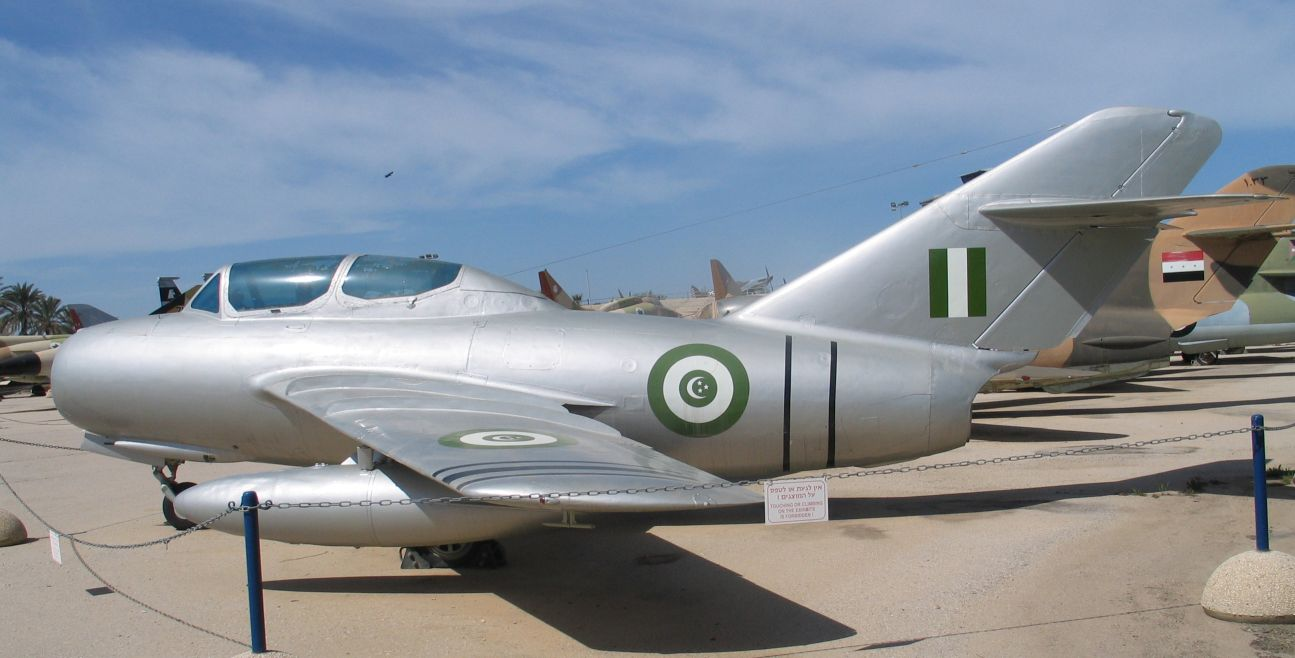
MiG-15UTI
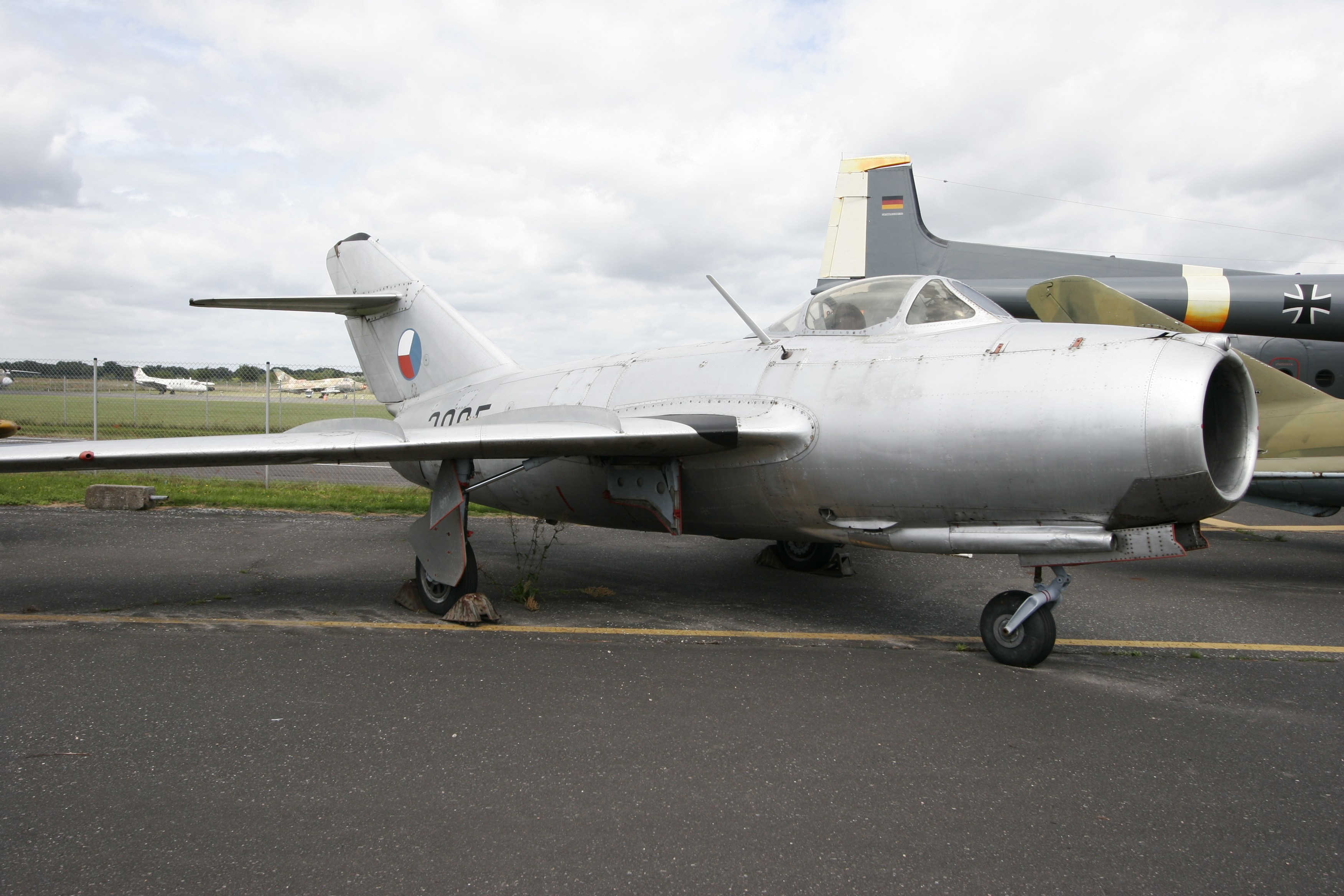
S-103
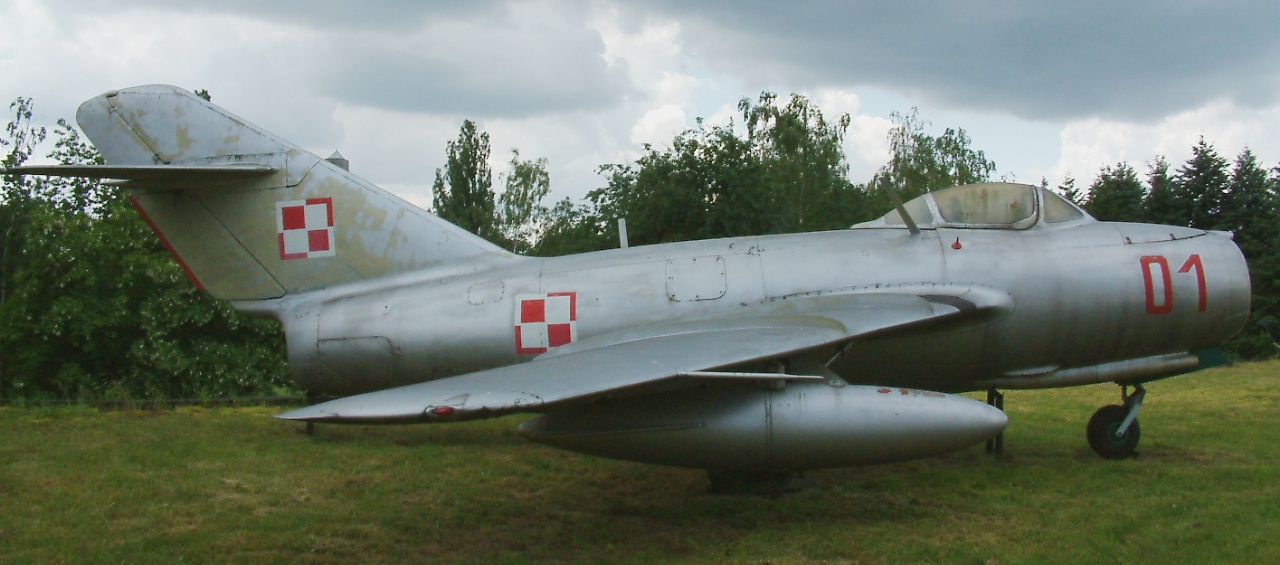
Lim-1
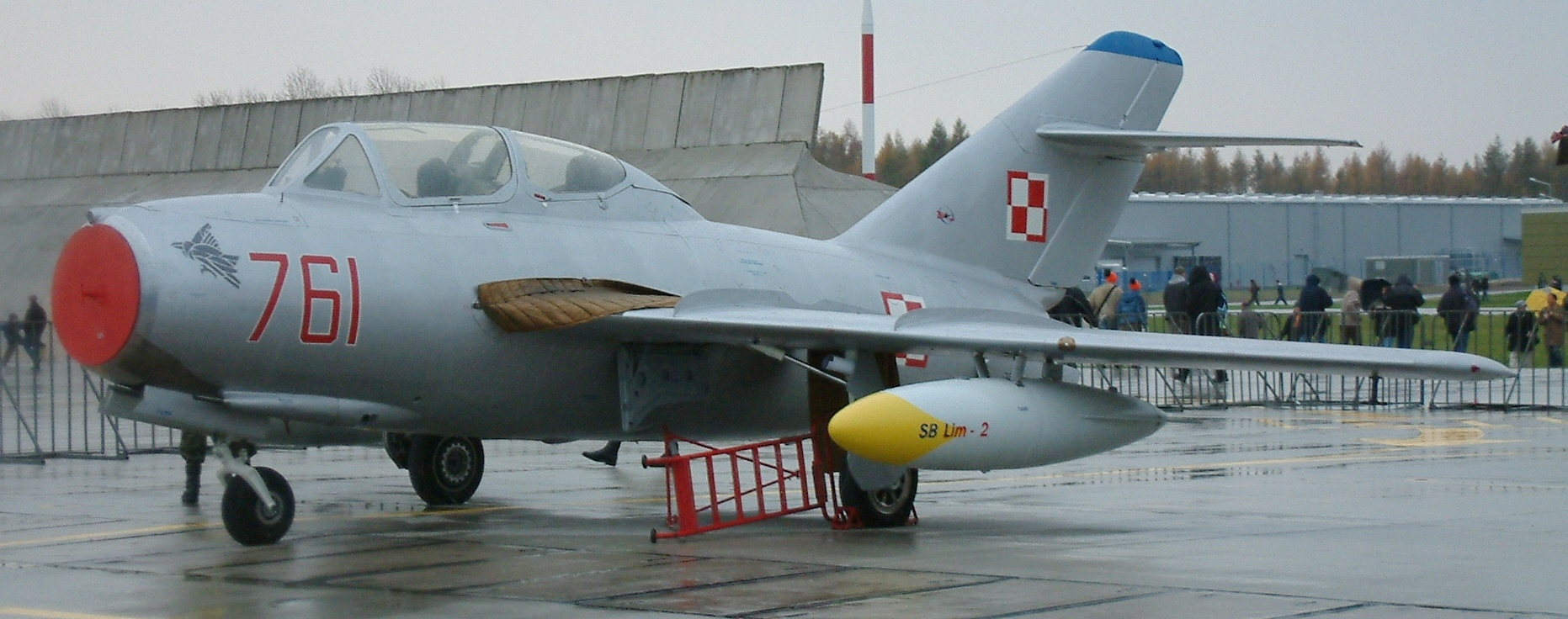
SB Lim-2。MiG-15UTIとは異なる機銃が見える。
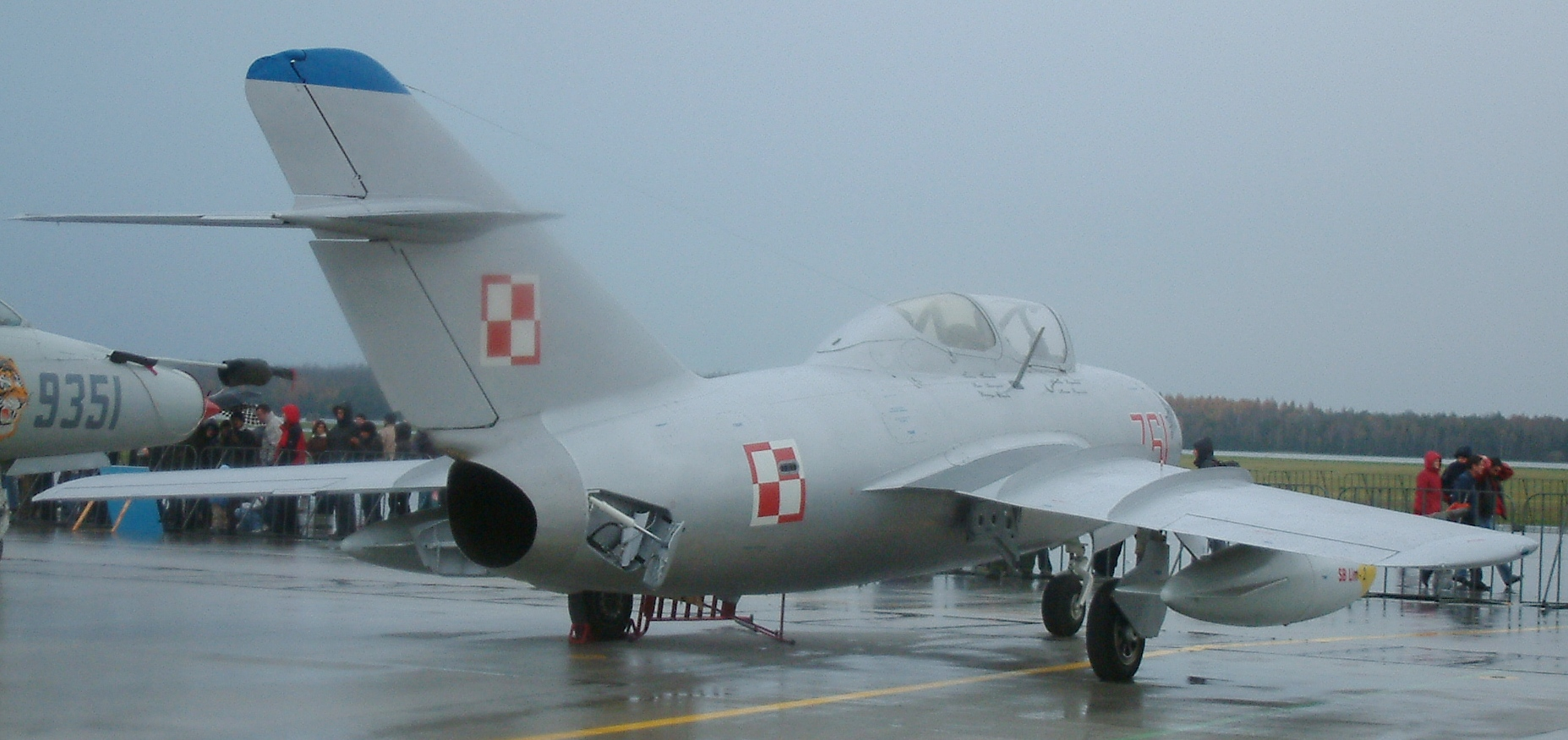
SB Lim-2。MiG-15UTIとは異なりMiG-15bisと同様の形状のエアブレーキが見える。

## 諸元
MiG-15bis
- 初飛行：1949年
- 全幅：10.08 m
- 全長：10.11 m
- 全高：3.70 m
- 翼面積：20.60 m2
- 翼面荷重量：240.8 kg/m2
- 空虚重量：3,582 kg
- 通常重量：4,960 kg
- 最大離陸重量:6,105 kg
- 燃料搭載量：1,400 ℓ
- 発動機：TRD VK-1 ×1
- 最大出力：2,700
- 推力重量比：0.54
- 最大速度：1,076 km/h
- 巡航速度：840 km/h
- 通常航続距離：1,200 km
  - 増加燃料タンク装備：1,976 km
- 上昇率：50 m/秒
- 実用上昇限度：15,500 m
- 武装
  - N-37D 37 mm機関砲（弾数40発）、NR-23KM 23 mm機関砲 ×2（弾数各80発 ×2）
  - 増加タンク ×2、または100 kg/50 kg爆弾

## 採用国

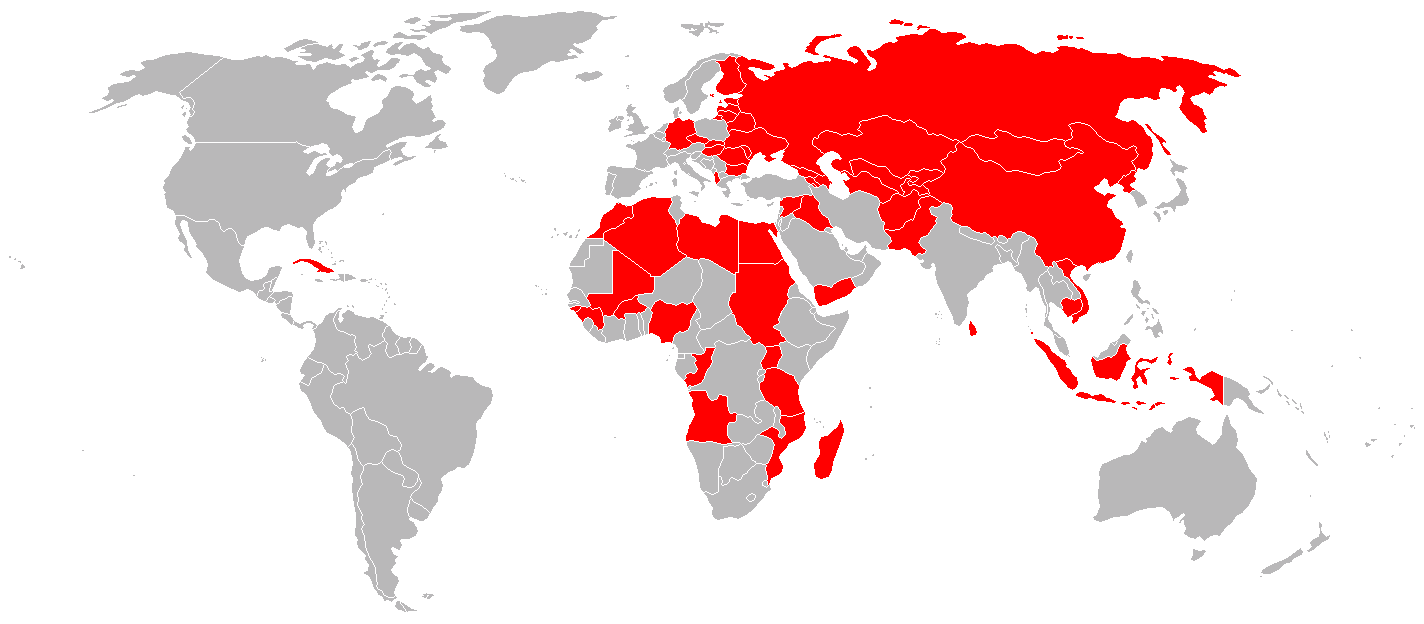
採用国

アフガニスタン
- アフガニスタン空軍

 アルバニア
- アルバニア空軍

 アルジェリア
- アルジェリア空軍

 アンゴラ
- アンゴラ空軍

 ブルガリア
- ブルガリア空軍[11]

 ブルキナファソ
 カンボジア
- カンボジア空軍

 中国
- 中国人民解放軍空軍
- 中国人民解放軍海軍

 コンゴ共和国
- コンゴ空軍

 キューバ
- キューバ空軍

 チェコスロバキア
- チェコスロバキア空軍

 東ドイツ
- 東ドイツ航空軍および防空軍

 エジプト
- エジプト空軍

 フィンランド
- フィンランド空軍

 ギニア
- ギニア空軍

 ギニアビサウ
- ギニアビサウ空軍

 ハンガリー
- ハンガリー空軍

 インドネシア
- インドネシア空軍

 イラク
- イラク空軍

 リビア
- リビア空軍

 マダガスカル
- マダガスカル空軍

 マリ
- マリ空軍

 モンゴル
- モンゴル空軍

 モロッコ
- モロッコ空軍

 モザンビーク
- マザンビーク空軍

 ナイジェリア
- ナイジェリア空軍

 北朝鮮
- 朝鮮人民軍空軍

 北ベトナム
- 北ベトナム空軍

 北イエメン
 パキスタン
- パキスタン空軍

 ポーランド
- ポーランド空軍
- ポーランド海軍

 ルーマニア
- ルーマニア空軍

 ソマリア
 南イエメン
 ソビエト連邦
- ソ連空軍
- ソ連防空軍

 スリランカ
- スリランカ空軍

 スーダン
- スーダン空軍

 シリア
- シリア空軍

 タンザニア
- タンザニア空軍

 ウガンダ
- ウガンダ空軍

 ベトナム
- ベトナム人民空軍

 イエメン
- イエメン空軍

## 現存する機体
- MiG-15は多数が生産され、かつ様々な国で運用されたため、ここで紹介するものが全てではない。
- 番号は製造番号の他に各軍などで登録された機体番号があり、機体番号には括弧で運用者が記されている。運用者記号のないものは、その番号が運用者の不明な場合や機体に記された番号を記した場合である。
- 様々な場所に展示されていることと情報の少ないものがあることから、大まかには型別に並べ、製造番号、運用者判明の機体番号、表面の番号の順に並べることとする。検索する場合はページ内検索を使用されるとよい。
- 一部機体には、型や製造者の差が僅かであることから、別の型とする説がある。

| 型名                           | 番号                    | 機体写真 | 所在地 | 所有者 | 公開状況 | 状態 | 備考 |
| ------------------------------ | ----------------------- | -------- | --- | --- | --- | --- | --- |
| MiG-15                         | 63863 (PLAAF) 3604      | 写真     | 中国 北京 | 中国空軍航空博物館 | 公開 | 静態展示 | |
| MiG-15 殲擊2型                 | 83277 91051             | 写真     | アメリカ コネチカット州 | ニューイングランド航空博物館 | 非公開 | 保管中 | |
| MiG-15                         | 137085                  |          | アメリカ カリフォルニア州 | サンディエゴ航空宇宙博物館 ギレスピー・フィールド・アネックス | 公開 | 静態展示 | |
| MiG-15                         | 708 (HuAF)              | 写真     | スペイン カタルーニャ州 | サレラス・ティッサ技術社 (Salleras Tissa Industrial S. A.) | 公開 | 静態展示 | ジローナ県ジローネス郡サント・グレゴーリ集落の東にある企業敷地に展示されている。 |
| MiG-15                         | 6273 (志願空軍)         | 写真     | 中国 北京 | 中国空軍航空博物館 | 公開 | 静態展示 | 中国人民志願空軍に所属していた機体。 |
| MiG-15 殲擊2型                 | 1961 (PLAN)             |          | アメリカ ニュージャージー州 | 海軍航空基地ワイルドウッド航空博物館 | 公開 | 静態展示 | |
| MiG-15                         | 20                      | 写真     | ロシア モスクワ州 | 連邦文化芸術研究所空軍博物館 | 公開 | 保管中 | 博物館入口に放置されているようだが、詳細な場所は不明。 |
| MiG-15                         | 70008                   | 写真     | 中国 北京 | 中国空軍航空博物館 | 公開 | 静態展示 | |
| MiG-15                         |                         |          | チェコ プラハ | クベリー航空博物館 | 公開 | 静態展示 | |
| MiG-15bis                      | 683 (HuAF) 2683         | 写真     | ハンガリー フェイェール県 | ドゥナウイバーロシュ市公園 | 公開 | 静態展示 | 左側には1952、右側には1977と塗装されている。旧写真 |
| MiG-15bis                      | 63862 (PLAAF) 4011      | 写真     | 中国 北京 | 中国空軍航空博物館 | 公開 | 静態展示 | |
| MiG-15bis 殲擊2型              | 70109 4320              |          | アメリカ ヴァージニア州 | 国立航空宇宙博物館別館 スティーヴン・F・ウドヴァー＝ヘイジーセンター | 公開 | 静態展示 | |
| MiG-15bis                      | 8604 (PLAAF) 5269       | 写真     | 中国 北京 | 中国空軍航空博物館 | 公開 | 静態展示 | |
| MiG-15bis                      | 711 83177               | 写真     | アメリカ アリゾナ州 | アリゾナ記念空軍博物館 | 公開 | 静態展示 | かつては4048という塗装がされていた。旧塗装 |
| MiG-15bis                      | 83277 (PLAAF) 91051     |          | アメリカ カリフォルニア州 | プレインズ・オヴ・フェイム航空博物館 | 公開 | 静態展示 | 北朝鮮機の塗装がされている。 |
| MiG-15bis                      | 079 (PLAAF) 119079      |          | 中国 北京 | 中国人民革命軍事博物館 | 公開 | 静態展示 | 撃墜王である王海の搭乗していた機体。 |
| MiG-15bis                      | 2071 (PLAN) 122071      |          | アメリカ テキサス州 | ローンスター飛行博物館 | 公開 | 飛行可能 | |
| MiG-15bis                      | 079 (PLAN) 124079       |          | アメリカ ワシントン州 | ミュージアム・オヴ・フライト | 公開 | 静態展示 | 王海の搭乗していた119079号機と同じ番号だが、119079のあとに配備された別機体である。同じ番号を活かして王海機の塗装がされている。 |
| MiG-15bis                      | 32 (KPAA&AAF) 179081    |          | 中国 北京 | 中国空軍航空博物館 | 公開 | 静態展示 | |
| MiG-15bis                      | 35 (KPAA&AAF) 515354    | 写真     | 中国 北京 | 中国空軍航空博物館 | 公開 | 静態展示 | |
| MiG-15bis                      | 2057 (KPAA&AAF) 2015357 |          | アメリカ オハイオ州 | 国立アメリカ空軍博物館 | 公開 | 静態展示 | 盧今錫（ケネス・ロウ）が亡命したときに搭乗していた機体。 |
| MiG-15bis MiG-15bis(ISh)       | 27 (SovAF) 2115368      |          | ロシア モスクワ州 | 連邦文化芸術研究所空軍博物館 | 公開 | 静態展示 | bis(ISh)型は、爆弾架用の翼下ハードポイントが追加された戦闘爆撃機型で、12機ほどがbis型から改修されたものだが、そのうちの1機。旧塗装 |
| MiG-15bis                      | 2415372                 |          | ロシア ニージニー＝ノヴゴロド州 | V・P・チュカーラフ記念博物館 | 公開 | 静態展示 | |
| MiG-15bis                      | 712 (HuAF) 31530712     |          | ドイツ ニーダーザクセン州 | ハノーファー＝ラアツェン航空博物館 | 公開 | 静態展示 | |
| MiG-15bis                      | 725 (HuAF) 31530725     |          | ハンガリー バーチ・キシュクン県 | ケチケミート空軍基地 | 公開 | 静態展示 | |
| MiG-15bis                      | 912 (HuAF) 31530912     |          | ハンガリー ヤース・ナジクン・ソルノク県 | ソルノク飛行機博物館 | 公開 | 静態展示 | |
| Mig-15bis                      | 174 (BuAF)              | 写真     | ブルガリア ルセ州 | ヴェノヴォの公園 | 公開 | 静態展示 | ヴァシル・レフスキ高校(СОУ Васил Левски)横の散歩道に展示されている。 |
| MiG-15bis 殲擊2型              | 70007 (PLAAF)           | 奥上側   | アメリカ フロリダ州 | 国立海軍航空博物館 | 公開 | 静態展示 | |
| MiG-15bis 殲擊1型              | 70209 (PLAAF)           |          | 中国 北京 | 中国人民革命軍事博物館 | 公開 | 静態展示 | |
| MiG-15bis 殲擊1型              | 81072 (PLAAF)           |          | アメリカ カリフォルニア州 | 飛行海兵航空博物館 | 公開 | 静態展示 | 旧塗装 |
| MiG-15bis 殲擊2型              | 2292 (PLAN)             |          | アメリカ カリフォルニア州 | オークランド航空博物館 | 公開 | 静態展示 | 1998年から2003年の間はプラウドバード・レストランに展示されていた。 |
| MiG-15bis                      | 009                     | 写真     | 北朝鮮 平壌 | 祖国解放戦争勝利記念館 | 公開 | 静態展示 | かつては屋内に展示されていた。 |
| MiG-15bis                      | 90                      |          | ウクライナ ヴィーンヌィツャ州 | ヴィーンヌィツャ・ウクライナ空軍博物館 | 公開 | 静態展示 | |
| MiG-15bis                      | 339                     | 写真     | 韓国 全羅南道 | 務安ホダム航空宇宙展示館 | 公開 | 静態展示 | |
| MiG-15bis 殲擊2型              | 624                     |          | アメリカ ニューヨーク州 | 帝国州航空科学博物館 | 公開 | 静態展示 | 近年イントレピッド海上航空宇宙博物館から移動された機体。 |
| MiG-15bis                      | 1032                    | 写真     | 北朝鮮 平壌 | 祖国開放戦争勝利記念館 | 公開 | 静態展示 | |
| MiG-15bis                      | 1765                    |          | 台湾 高雄 | 航空教育展示館 | 公開 | 静態展示 | 1962年3月3日、人民解放軍海軍航空隊第6師団第16連隊第3大隊第8中隊に所属していた劉承司（リウ・チェンスー）が台湾に亡命した際に搭乗した機体。現在は建物内に展示されている。 |
| MiG-15bis                      | 2249                    | 写真     | 中国 北京 | 中国空軍航空博物館 | 公開 | 静態展示 | 旧塗装 |
| Mig-15bis                      | 2458                    |          | オーストラリア 首都特別地域 | オーストラリア戦争記念館 | 公開 | 静態展示 | |
|                                |                         |          | | | | | |
| MiG-15bis                      | 7501                    | 写真     | 中国 北京 | 北京航空航天博物館 | 公開 | 静態展示 | |
| MiG-15bis                      | 80584                   | 写真     | 中国 広西壮族自治区 | 桂林市七星公園 | 公開 | 静態展示 | |
| MiG-15bis                      |                         |          | 中国 北京 | 中国空軍航空博物館 | 公開 | 静態展示 | チャン・シャンユィー（常香玉）らのオペラ劇団（香玉劇社）が献納した機体の「香玉劇社號」という名称がつけられている。献納された本物の機体かは不明。 |
| MiG-15bis                      |                         |          | アメリカ フロリダ州 | ファンタジー・オヴ・フライト | 非公開 | 保管中 | |
| Lim-1 SBLim-1 SBLim-2          | 104 1A 01-004           |          | ノルウェー | ノルウェー空軍歴史飛行隊 | 公開 | 飛行可能 | Y・A・ガガーリンが搭乗した機体の塗装がされている。旧塗装 |
| Lim-1 SBLim-1 SBLim-2M         | 205 1A 02-005           |          | アメリカ カリフォルニア州 | プレインズ・オヴ・フェイム航空博物館 | 公開 | 飛行可能 | SBLim-2に改修される際にLim-2 / 1B 01-014号機の後部胴体とエンジンを接合した。ソ連機の塗装がされている。 |
| Lim-1 SBLim-2 SBLim-2A         | 306 1A 03-506           | 写真     | アメリカ ミネソタ州 | ミネソタ空軍州兵博物館 | 公開 | 静態展示 | |
| Lim-1 SBLim-1 SBLim-2          | 006 1A 06-006           |          | ポーランド | ポーランド・イーグルス財団 | 公開 | 飛行可能 | 006の塗装がされている。現在販売中。 |
| Lim-1 SBLim-1 SBLim-2          | 607 1A 06-007           |          | イギリス サマセット州 | イギリス海軍航空博物館 | 公開 | 静態展示 | |
| Lim-1 SBLim-1 SBLim-2M         | 608 1A 06-008           |          | ポーランド ルブリン県 | ポーランド空軍博物館 | 公開 | 保管中 | |
| Lim-1 Lim-2 SBLim-2M           | 0610 1A 06-010          |          | ポーランド ワルシャワ | カティン博物館 | 公開 | 静態展示 | |
| Lim-1 Lim-2 SBLim-2M           | 018 1A 06-018           |          | ポーランド マウォポルスカ県 | クラクフ・ポーランド航空博物館 | 公開 | 静態展示 | |
| Lim-1 SBLim-1 SBLim-2          | 627 1A 06-027           | 写真     | アメリカ フロリダ州 | 勇敢航空軍団社ウォーバード博物館 | 公開 | 静態展示 | |
| Lim-1 SBLim-1 SBLim-2          | 033 1A 06-033           |          | ハンガリー ショモジ県 | ザマールディ軍事公園 | 公開 | 静態展示 | |
| Lim-1 Lim-2 SBLim-2            | 035 1A 06-035           |          | ポーランド マウォポルスカ県 | クラクフ・ポーランド航空博物館 | 公開 | 静態展示 | |
| Lim-1 Lim-2 SBLim-2            | 636 1A 06-036           |          | オーストラリア クイーンズランド州 | クイーンズランド航空博物館 | 公開 | 静態展示 | 近年までクラシック・ジェッツ戦闘機博物館にあった。旧塗装 |
| Lim-1 Lim-2 SBLim-2            | 038 1A 06-038           |          | アメリカ アリゾナ州 | ピマ航空宇宙博物館 | 公開 | 静態展示 | |
| Lim-1 SBLim-1 SBLim-2 SBLim-2A | 640 1A 06-040           | 写真     | アメリカ ニューメキシコ州 | ウォー・イーグルス航空博物館 | 公開 | 静態展示 | ソ連機の塗装がされている。 |
| Lim-1                          | 712 1A 07-012           |          | ポーランド マウォポルスカ県 | クラクフ・ポーランド航空博物館 | 公開 | 静態展示 | 旧塗装 |
| Lim-1 Lim-2 SBLim-2A           | 0732 1A 07-032          |          | アメリカ マサチューセッツ州 | ビヴァーリー地域空港 | 公開 | 静態展示 | ソ連機の塗装がされている。 |
| Lim-1 SBLim-1 SBLim-2M         | 7039 1A 07-039          |          | ポーランド ルブリン県 | ポーランド空軍博物館 | 公開 | 保管中 | |
| Lim-1 Lim-2 SBLim-2M           | 7050 1A 07-050          |          | オーストラリア クイーンズランド州 | 飛行戦闘機博物館 | 公開 | 静態展示 | ソ連機の塗装がされている。 |
| Lim-1 SBLim-1 SBLim-2          | 905 1A 09-005           |          | ポーランド ルブリン県 | ポーランド空軍博物館 | 公開 | 保管中 | |
| Lim-2                          | 109 1B 00-109           |          | ポーランド ルブリン県 | ポーランド空軍博物館 | 公開 | 保管中 | |
| Lim-2                          | 215 1B 00-215           |          | スウェーデン エステルイェータランド県 | 空軍博物館 | 公開 | 静態展示 | ソ連機の塗装がされている。 |
| Lim-2Rbis                      | 301 1B 00-301           |          | ギリシャ アッティカ地方 | ギリシャ空軍博物館 | 公開 | 静態展示 | イェイェジェニ・ペペーリィェエフ (Yeygeni Pepelyiaev)搭乗機の塗装がされているが、ラウンデルは北朝鮮のものとなっている。 |
| Lim-2                          | 307 1B 00-307           |          | ポーランド ルブリン県 | ポーランド空軍博物館 | 公開 | 静態展示 | |
| Lim-2                          | 311 1B 00-311           |          | ポーランド ルブリン県 | ポーランド空軍博物館 | 公開 | 保管中 | |
| Lim-2                          | 316 1B 00-316           |          | カナダ オンタリオ州 | カナダ航空宇宙博物館(オタワ) | 公開 | 静態展示 | |
| Lim-2                          | 403 1B 00-403           | 写真     | ポーランド クヤヴィ＝ポモージェ県 | ブィドゴシュチュ市街頭 | 公開 | 静態展示 | |
| Lim-2                          | 512 1B 00-512           |          | ポーランド ルブリン県 | ポーランド空軍博物館 | 公開 | 保管中 | |
| Lim-2                          | 612 1B 00-612           |          | アメリカ カリフォルニア州 | プレインズ・オヴ・フェイム航空博物館 | 公開 | 静態展示 | 博物館の敷地内にある閉鎖された空き地に置かれてある。 |
| Lim-2                          | 822 1B 00-822           |          | アメリカ アリゾナ州 | ピマ航空宇宙博物館 | 公開 | 静態展示 | 北朝鮮機の塗装がされている。旧塗装 |
| Lim-2                          | 917 1B 00-917           |          | アメリカ アラバマ州 | サザン・ミュージアム・オヴ・フライト | 公開 | 静態展示 | 盧今錫の搭乗したMiG-15bis / 2015357機の塗装がされている。 |
| Lim-2                          | 1006 1B 01-006          |          | ドイツ バーデン＝ヴュルテンベルク州 | ジンスハイム自動車・技術博物館 | 公開 | 静態展示 | ソ連機の塗装がされている。 |
| Lim-2                          | 1013 1B 01-013          | 写真     | アメリカ ニューメキシコ州 | ウォー・イーグルス航空博物館 | 公開 | 静態展示 | |
| Lim-2                          | 1016 1B 01-016          |          | アメリカ カンザス州 | コンバット航空博物館 | 公開 | 静態展示 | ソ連機の塗装がされている。 |
| Lim-2                          | 1019 1B 01-019          |          | ドイツ バーデン＝ヴュルテンベルク州 | シュヴェニンゲン・アム・ネッカー国際航空博物館 | 公開 | 静態展示 | ソ連機の塗装がされている。 |
| Lim-2                          | 1120 1B 01-120          |          | イギリス シュロップシャー州 | イギリス空軍博物館コスフォード館 | 公開 | 静態展示 | |
| Lim-2                          | 1230 1B 01-230          |          | ポーランド マウォポルスカ県 | クラクフ・ポーランド航空博物館 | 公開 | 静態展示 | |
| Lim-2                          | 1301 (PLAN) 1B 01-301   |          | アメリカ アリゾナ州 | プレインズ・オヴ・フェイム航空博物館別館 | 公開 | 静態展示 | ほかにMiG-15bis / 91301号機だとする説もある。 |
| Lim-2                          | 1312 1B 01-312          |          | ポーランド ワルシャワ | カティン博物館 | 公開 | 静態展示 | 1132と誤って塗装されている。 |
| Lim-2                          | 1323 1B 01-323          |          | ドイツ ベルリン | ドイツ技術博物館 | 公開 | 静態展示 | |
| Lim-2                          | 1420 1B 01-420          |          | イギリス サマセット州 | イギリス海軍航空博物館 | 公開 | 静態展示 | 赤円の内側に青円という、北朝鮮機に似た塗装がされている。 |
| Lim-2                          | 1524 1B 01-524          |          | アメリカ ハワイ州 | 真珠湾航空博物館（英語版） | 公開 | 静態展示 | |
| Lim-2                          | 1614 1B 01-614          | 写真     | アメリカ ネヴァダ州 | ファロン海軍航空基地航空公園 | 公開 | 静態展示 | 北朝鮮機の塗装がされている。旧塗装 |
| Lim-2                          | 1621 1B 01-621          |          | アメリカ ミシガン州 | エア・ズー航空宇宙科学博物館 | 公開 | 静態展示 | |
| Lim-2                          | 1929 1B 01-929          |          | ポーランド ルブリン県 | ポーランド空軍博物館 | 公開 | 静態展示 | 1980と塗装されている。 |
| SBLim-2                        | 3404                    |          | ポーランド マウォポルスカ県 | クラクフ・ポーランド航空博物館 | 公開 | 静態展示 | |
| SBLim-2                        | 3501                    |          | ドイツ ラインラント＝プファルツ州 | ピーター・ユニォア飛行機展示場 | 公開 | 静態展示 | |
| SBLim-2A                       | 27004                   |          | ポーランド マウォポルスカ県 | クラクフ・ポーランド航空博物館 | 公開 | 静態展示 | |
| SBLim-2                        | 622047                  |          | ブラジル サンパウロ州 | ブラジル航空宇宙記念館 | 非公開 | 保管中 | ブラジルのTAM博物館に展示されていたが、同博物館の閉館後に現在の施設へ移され、新しい展示館の完成待ち。 |
| SBLim-2                        |                         |          | アメリカ オハイオ州 | MAPS航空博物館 | 公開 | 静態展示 | |
| MiG-15UTI                      | 3203                    |          | ハンガリー ヤース・ナジクン・ソルノク県 | ソルノク飛行機博物館 | 公開 | 静態展示 | |
| MiG-15UTI                      | 3507                    |          | イスラエル 南部地区 | イスラエル空軍博物館 | 公開 | 静態展示 | |
| MiG-15UTI                      | 63635 3604              |          | 中国 北京 | 中国空軍航空博物館 | 公開 | 静態展示 | |
| MiG-15UTI                      | TZ-337 (MaAF) 5001      | 写真     | マリ クリコロ州 | モディボ・ケイタ国際空港 | 公開 | 静態展示 | ゲートガードとして展示されている。TZ-001の塗装がされている。 |
| MiG-15UTI                      | 84081 11418             |          | 中国 北京 | 中国空軍航空博物館 | 公開 | 静態展示 | |
| MiG-15UTI                      | 110211                  | 写真     | キューバ アルテミサ州 | サン・アントニオ・デ・ロス・バニョス飛行場 | 公開 | 静態展示 | 2010年までは航空博物館にあった。 |
| MiG-15UTI                      | 242266                  |          | | | | | |
| MiG-15UTI                      | 415320                  |          | ドイツ ラインラント＝プファルツ州 | シュパイアー技術博物館 | 公開 | 静態展示 | |
| MiG-15bis                      | 3908 623908             |          | チェコ 中央ボヘミア州 | ナームニェシュチ・ナド・オスラボウ空軍基地 | 公開 | 静態展示 | |
| MiG-15UTI                      | 461810                  |          | ドイツ ザクセン＝アンハルト州 | "フーゴー・ユンカース" デッサウ技術博物館 | 公開 | 静態展示 | |
| MiG-15UTI                      | 512036                  |          | アメリカ テキサス州 | キャヴァナー飛行博物館 | 公開 | 静態展示 | |
| MiG-15UTI                      | 612341                  |          | ウクライナ キエフ | アリェーク・アントーノフ国立航空博物館 | 公開 | 静態展示 | 旧塗装 |
| MiG-15UTI-P                    | 2626 722626             |          | チェコ プラハ | クベリー航空博物館 | 公開 | 静態展示 | |
| MiG-15UTI                      | 812923                  |          | ロシア 沿海地方 | ヴラディヴァストーク市児童公園 | 公開 | 静態展示 | |
| MiG-15UTI                      | 922272                  |          | ロシア モスクワ | 大祖国戦争中央博物館 | 公開 | 静態展示 | |
| MiG-15UTI                      | 1615308                 |          | ベラルーシ ミンスク州 | ボロヴァヤ飛行場 | 公開 | 静態展示 | |
| MiG-15UTI                      | 212 (BAF)               | 写真     | ブルガリア | コヴァチェヴォ村街頭 | 公開 | 静態展示 | 3ヶ所ある同名の村のうちのどこかは不明。 |
| MiG-15UTI                      | 2603 (EAF)              |          | エジプト ポートサイド県 | ポートサイド軍事博物館 | 公開 | 静態展示 | |
| MiG-15UTI                      | 01                      |          | ウクライナ ハルキウ州 | ハルキウ州航空機製造社 (Kharkiv State Aircraft Manufacturing Company) | 公開 | 静態展示 | 試験用滑走路脇の展示場に展示されている。 |
| MiG-15UTI                      | 02                      |          | ロシア モスクワ州 | プロンスコエ市街頭 | 公開 | 静態展示 | |
| MiG-15UTI                      | 19                      | 写真     | ロシア モスクワ州 | チュカロフスキー空港 | 公開 | 静態展示 | かつての様子 |
| MiG-15UTI                      | 30                      |          | ウクライナ オデッサ州 | ロッジルナ市立中央公園 (Tsentralnyy Park) | 公開 | 静態展示 | |
| MiG-15UTI                      | 47                      |          | ロシア モスクワ州 | ヴァディム・ザドロズヌイ技術博物館 (Technical Museum of Vadim Zadorozhny) | 公開 | 静態展示 | |
| MiG-15UTI                      | 76                      |          | ウクライナ ドネツク州 | ドルジュキーウカ市街頭 | 公開 | 静態展示 | 市中心部に位置する大通りの丁字路付近にある。 |
| MiG-15UTI                      | 128                     |          | 韓国 ソウル特別市 | 戦争記念館 | 公開 | 静態展示 | |
| MiG-15UTI                      | 134                     | 写真     | ブルガリア ロヴェチ州 | ゴリャム・イズヴォル村街頭 | 公開 | 静態展示 | |
| MiG-15UTI                      | 00512                   | 写真     | 中国 北京 | 中国空軍航空博物館 | 公開 | 静態展示 | |
| MiG-15UTI                      | 22013                   |          | ロシア モスクワ州 | 連邦文化芸術研究所空軍博物館 | 公開 | 静態展示 | 旧塗装 |
| MiG-15UTI                      | 67973                   |          | 中国 北京 | 中国人民革命軍事博物館 | 公開 | 静態展示 | |
| MiG-15UTI                      |                         |          | ブルガリア | 国立軍事史博物館 | 公開 | 静態展示 | |
| MiG-15UTI                      |                         |          | ロシア サマラ州 | K・G・サハロフ技術歴史公園複合施設 | 公開 | 静態展示 | |
| MiG-15UTI                      |                         |          | ロシア ペンザ州 | コリシュレイ市街頭 | 公開 | 静態展示 | 街の南東側の入口付近にモニュメントとして展示されている。 |
| MiG-15UTI                      | RA-0488G                |          | | | | | |
| S-102 Mig-15SB                 | 1142 115142             | 写真     | チェコ プラハ | クベリー航空博物館 | 公開 | 静態展示 | |
| S-102 MiG-15SB                 | 1133 141133             | 写真     | スロヴァキア トレンチーン県 | 航空博物館 | 公開 | 静態展示 | スラヴニツァ空港(letisko slavnica)に隣接した博物館にある。 |
| S-102                          | 244 (RoAF) 231344       |          | ルーマニア ブカレスト | 国立軍事博物館 | 公開 | 静態展示 | |
| S-102 MiG-15SB                 | 1397 231397             |          | イタリア ロンバルディア州 | ヴォランディア公園・飛行博物館 | 公開 | 静態展示 | |
| S-102                          | 1720 (CAAF) 231720      |          | チェコ プラハ | クベリー航空博物館 | 公開 | 静態展示 | |
| S-102                          | 766 (RoAF) 231766       | 写真     | ルーマニア ブライラ県 | ヤンカ市街頭 | 公開 | 静態展示 | 支柱を組んだものの上に置かれている。市のどこに位置するかは不明。 |
| S-102                          | 873 231873              |          | ポーランド ワルシャワ | カティン博物館 | 公開 | 静態展示 | |
| CS-102                         | 127 (AFNPA) 022532      | 写真     | イタリア エミリア＝ロマーニャ州 | リミニ航空博物館 | 公開 | 静態展示 | |
| CS-102 SBLim-2                 | 2271 (PoAF) 242271      |          | アメリカ オレゴン州 | エヴァーグリーン航空宇宙博物館 | 公開 | 静態展示 | アルバニア空軍機の塗装がされている。 |
| CS-102 SBLim-2M                | 273 712273              |          | アメリカ カリフォルニア州 | マーチフィールド航空博物館 | 公開 | 静態展示 | |
| CS-102                         | MU-4 (FiAF) 722375      |          | フィンランド 中央スオミ県 | フィンランド空軍博物館 | 公開 | 静態展示 | |
| CS-102                         | MU-2 (FiAF) 822028      | 写真     | フィンランド パイヤト＝ハメ県 | パイヤト＝ハメン航空博物館 | 公開 | 静態展示 | |
| CS-102                         | MU-1 (FiAF) 922221      | 写真     | フィンランド 中央スオミ県 | ハリンポルティ航空博物館 | 公開 | 静態展示 | |
| CS-102                         | 163 (AFNPA) 922257      |          | ドイツ ベルリン | ベルリン・ガトウ空港軍事歴史博物館 | 公開 | 静態展示 | |
| CS-102                         | J-767                   |          | インドネシア ジョグジャカルタ | ディルガンタラ・マンダラ・インドネシア空軍中央博物館 | 公開 | 静態展示 | |
| S-103 MiG-15bisSB              | 3255 613255             |          | チェコ プラハ | クベリー航空博物館 | 公開 | 静態展示 | |
| S-103 MiG-15bisSB              | 3652 613652             | 写真     | スロヴァキア ニトラ県 | アヴィアティック・クラブ | 公開 | 静態展示 | エアロ・スロヴァキア社の設立した財団が所有し、同社に展示されている。 |
| S-103 MiG-15bisSB              | 3677 613677             |          | イギリス ロージアン地方 | 国立飛行博物館 | 公開 | 静態展示 | |
| S-103 MiG-15bisSB              | 3775 623775             | 写真     | チェコ フラデツ・クラーロヴェー州 | バザール・ロウドニツェ中古車販売店 (Bazar Roudnice - Jaroslav Kalvoda) | 公開 | 静態展示 | ロウドニツェ村東の中古車販売店内コンテナの上にある。許可を取れば間近で撮影できる。 |
| S-103 MiG-15bisSB              | 3814 (CsAF) 623814      | 写真     | フランス オート＝ガロンヌ県 | 国立高等航空宇宙研究所・大学 | 公開 | 静態展示 | |
| S-103                          | 3905 623905             |          | ドイツ ベルリン | ベルリン・ガトウ空港軍事歴史博物館 | 公開 | 静態展示 | |
| S-103                          | 3911 623911             | 写真     | ベルギー ブリュッセル | 王立軍隊軍事史博物館 | 非公開 | 保管中 | |
| S-103 MiG-15bisSB              | 3912 623912             |          | チェコ 南モラヴィア州 | 航空機・地上技術博物館 | 公開 | 静態展示 | |
| S-103 MiG-15bisSB              | 3935 (CsAF) 623935      | 写真     | チェコ 南ボヘミア州 | ジレム村街頭 | 公開 | 静態展示 | 村西側の空き地にモニュメントとして展示されている。 |
| S-103 MiG-15bisSB              | 3001 713001             |          | フランス オート＝ガロンヌ県 | アエホ・スコピシャ | 公開 | 静態展示 | 同じデザインのレプリカが米国加州のレストランにある。 |
| S-103                          | 713005                  | 写真     | チェコ ズリーン州 | 航空博物館 | 公開 | 静態展示 | この機体のある博物館は、かつては「クノヴィツェ航空博物館」という名称だった。 |
| S-103 MiG-15bisSB              | 3133 (CsAF) 713133      |          | カナダ オンタリオ州 | イーデンヴェール飛行場 | 公開 | 静態展示 | |
| S-103                          | 231704                  | 写真     | ルーマニア | ドミートル・ドリーン・プロナーリウ航空博物館 | 公開 | 静態展示 | |
| S-103                          | 3794 5630022            |          | イギリス サフォーク州 | ノーフォーク・サフォーク航空博物館 | 公開 | 静態展示 | |
| S-103 MiG-15bisR               | 3671 613671             |          | チェコ プラハ | クベリー航空博物館 | 公開 | 静態展示 | |
| MiG-15bis MiG-15UTI            | 詳細は画像の 説明欄参照 |          | アルバニア ベラト州 | クチョーヴェ空軍基地 | 公開 | 保管中 | 基地内に保管されているMiG-15群。かなりの数が保管されていると見られ、現在販売中とされる。 |
| MiG-15bis                      | 079?                    |          | カリフォルニア州のプレインズ・オヴ・フェイム航空博物館にあるとされる機体で、1301 / 91301の番号と画像の説明欄にはあるものの、アリゾナ州の1301号機は2011年からあるため別機体だと思われる。また、2019年9月時点ではこの機体はカリフォルニア州の本館に無かったため、保管中か売却されたと考えられる。 | カリフォルニア州のプレインズ・オヴ・フェイム航空博物館にあるとされる機体で、1301 / 91301の番号と画像の説明欄にはあるものの、アリゾナ州の1301号機は2011年からあるため別機体だと思われる。また、2019年9月時点ではこの機体はカリフォルニア州の本館に無かったため、保管中か売却されたと考えられる。 | カリフォルニア州のプレインズ・オヴ・フェイム航空博物館にあるとされる機体で、1301 / 91301の番号と画像の説明欄にはあるものの、アリゾナ州の1301号機は2011年からあるため別機体だと思われる。また、2019年9月時点ではこの機体はカリフォルニア州の本館に無かったため、保管中か売却されたと考えられる。 | カリフォルニア州のプレインズ・オヴ・フェイム航空博物館にあるとされる機体で、1301 / 91301の番号と画像の説明欄にはあるものの、アリゾナ州の1301号機は2011年からあるため別機体だと思われる。また、2019年9月時点ではこの機体はカリフォルニア州の本館に無かったため、保管中か売却されたと考えられる。 | カリフォルニア州のプレインズ・オヴ・フェイム航空博物館にあるとされる機体で、1301 / 91301の番号と画像の説明欄にはあるものの、アリゾナ州の1301号機は2011年からあるため別機体だと思われる。また、2019年9月時点ではこの機体はカリフォルニア州の本館に無かったため、保管中か売却されたと考えられる。 |
| MiG-15                         | 15?                     |          | スペイン | | | | |